# Strofe saffica
Nella metrica classica, e in particolare della metrica eolica greca e latina, per strofa saffica si intende una strofa composta da tre endecasillabi saffici e da un adonio.
È attribuita alla celebre poetessa di Lesbo, Saffo. Secondo la tradizione, il primo dei nove libri composti da Saffo e custoditi nella biblioteca di Alessandria era interamente scritto in strofe saffiche per un totale di 1320 versi. La "saffica" fu ampiamente ripresa anche nel mondo latino, in particolare da Catullo.
(Carme LI)
La strofe saffica è anche uno dei metri classici più ripresi nell'Ottocento italiano dalla Metrica barbara, in particolare da Giosuè Carducci
e Giovanni Pascoli.

## Formazione

### La Saffica minore classica

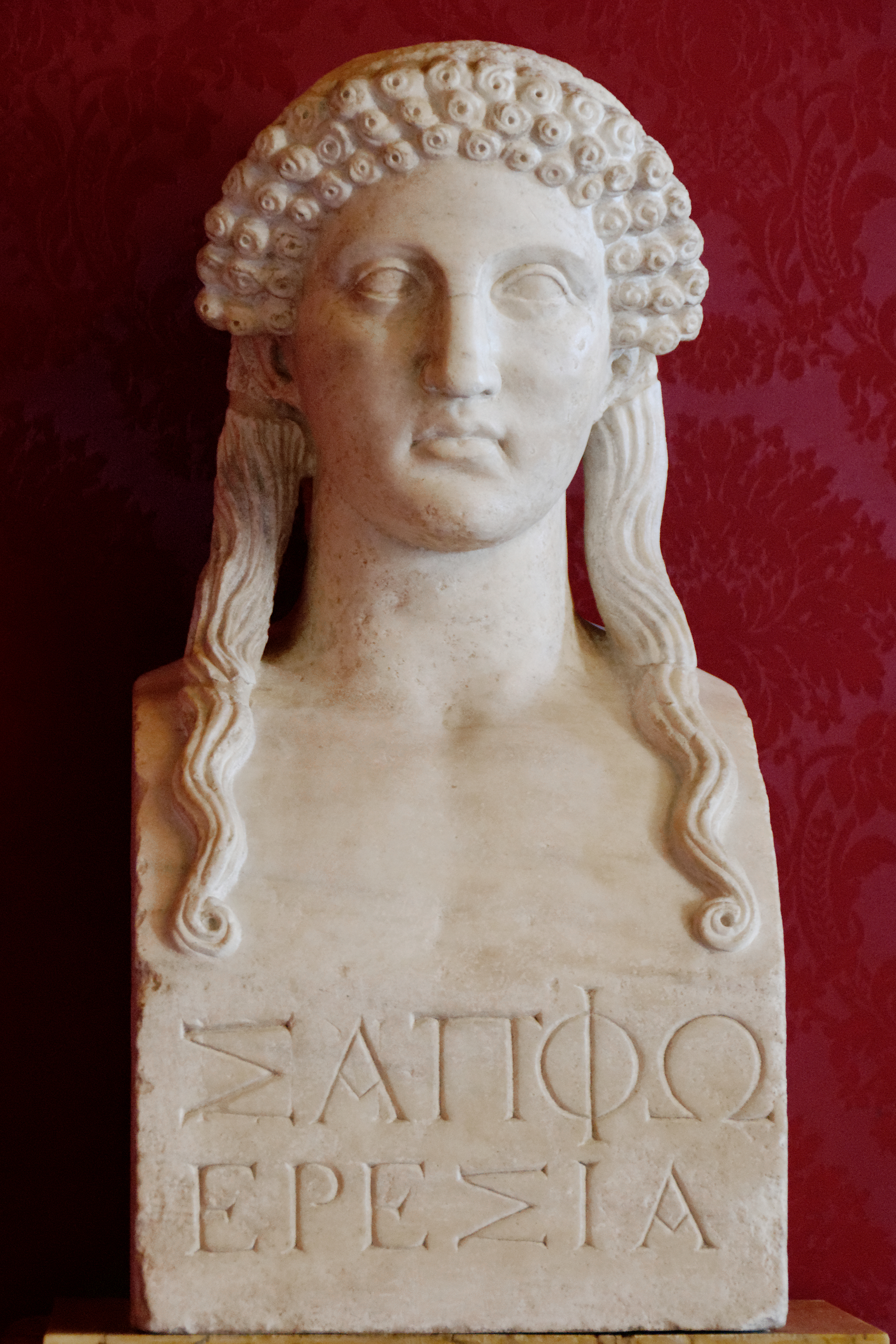
Busto di Saffo conservato nei Musei capitolini a Roma

Nella metrica classica, e in particolare della metrica eolica greca e latina, per strofa saffica si intende una strofa composta da tre endecasillabi saffici e da un verso adonio (vedi oltre).
È attribuita alla celebre poetessa di Lesbo, Saffo. Secondo la tradizione, il primo dei nove libri composti da Saffo e custoditi nella biblioteca di Alessandria era interamente scritto in strofe saffiche per un totale di 1320 versi. La "saffica" fu ampiamente ripresa anche nel mondo latino, in particolare da Catullo.
Schema:
— ∪ — X | — ∪ ∪ — | ∪ — X
L'endecasillabo saffico di ampio impiego nella lirica tanto greca che latina, è una formazione analoga all'endecasillabo falecio. Esso è composto da un dimetro coriambico II, le cui sillabe libere assumono di norma la forma del ditrocheo, e da un monometro giambico catalettico. Il ditrocheo ammette la lunga irrazionale al secondo piede, come di norma per le sizigie trocaiche; altre combinazioni delle sillabe libere iniziali si incontrano sporadicamente nella poesia drammatica, in cui anche l'endecasillabo saffico si incontra sporadicamente.
Nella poesia latina, Orazio regolarizza ulteriormente l'endecasillabo, rendendo obbligatoria la forma epitritica per il ditrocheo (— ∪ — —) e fissando la cesura del verso dopo la prima lunga del coriambo. Ad esempio:
Quem virum aut heroa lyra vel acri
tibia sumis celebrare, Clio? (Orazio, Odi I 12 v. 1-2)
Sempre ad Orazio si deve la prima forma nota, forse da lui stesso inventata, del saffico maggiore, che sta al saffico come l'asclepiadeo maggiore sta all'asclepiadeo minore, da cui deriva tramite l'inserzione di un coriambo. Lo schema è
— ∪ — X | — || ∪ ∪ — || — ∪ ∪ — |∪ — X
Es. Saepe trans finem iaculo nobilis expedito (Orazio, Odi I, 8, v. 12)
La tipica strofe saffica si compone di una strofe, con endecasillabo saffico ripetuto tre volte + adonio finale.
(Prima strofe del Fr. 1 Voigt di Saffo: Inno ad Afrodite)
Adonio
L'adonio è un verso composto di un dattilo e di uno trocheo: schema - U U - X. Secondo un'altra definizione è una dipodia dattilica catalettica in disyllabam in quanto la sillaba finale è anceps e l'ultimo piede può essere inteso come un dattilo catalettico. Era una cadenza veloce composta da solo cinque sillabe. Secondo la tradizione era usato come sorta di ritornello con l'invocazione ad Adone in alcuni componimenti dal ritmo vivace. Molto usato nella strofa saffica in cui costituiva il quinario di chiusura dopo tre endecasillabi saffici minori.

### La Saffica maggiore
La saffica maggiore è una strofe particolare, riscontrabile sia in Saffo che nei poeti latini Orazio, Catullo, Stazio nelle Sylvae. Si tratta di un verso di 11 sillabe:
Schema: - U - U - U - U U - U - X
che probabilmente deriverebbe dall'associazione di un ditrocheo (Doppio trocheo - U) e un "aristofanio". La saffica maggiore è spesso usata nei Carmina di Orazio, ma anche nelle Odi - Epodi, con l'aumento di un coriambo — ∪ ∪ —, poco differente dal classico adonio per la saffica minore, che viene inserito dopo il ditrocheo.
Schema: - U - U - U U - -  U U - U - X
Dunque, per realizzare la saffica maggiore, si usa nella strofe la ripetizione per 3 volte del ditrocheo + aristofanio, e infine il coriambo.
- Aristofanio: deve il nome all'uso frequente che ne fece il commediografo Aristofane, costituito dal coriambo + baccheo ( - U U - U - X), in termini metrici si può chiamare anche un dimetro coriambico anaclastico catalettico; anclastico per lo scambio di posto tra una quantità lunga con una breve nella sillaba, che avviene nella finale del dimetro con l'inizio del coriambo, e catalettico perché manca un'unità ritmica nella parte finale.